# Зона сумрака (часопис)
Зона Сумрака је српски часопис који излази сваког другог уторка од марта 1997. године и бави се темама са оне стране науке: натприродне појаве, чуда, НЛО, необјашњиви феномени, необични људи и догађаји, астрологија итд. Часопис је раније био у власништву издавачке куће Свет Прес.
Часопис је био популаран деведесетих година и за кратко време досегао је огромну читаност. Популарност је одржао до данас. Нарочито је упечатљив дизајн насловне стране који подсећа на насловне стране светских таблоида. Неки од наслова су:
- Драматична исповест Радмиле Чекин из Илока: У шумама Фрушке горе силовало ме је чудовишно створење чије дете носим јер не смем да побацим!
- Сензационално: Кинези послали Југославији тајно оружје из времена династије Минг
- Слађана Здравковић из Ресавице прича са мртвима и спава на гробљу: Ја сам сестра Грофа Дракуле!
- Добила писмо покојног мужа у поштанском сандучету
- Застрашујуће: Река Сава ће се излити и потопити стотине градова и села!
- Да ли човечанству прети опасност од побуне животиња: Очекује нас крвави мачији пир!

Часопис „Зона сумрака” има и своје онлајн-издање.